# Heavy metal tradicional
Heavy metal tradicional (também conhecido como heavy metal clássico) é a forma clássica do gênero heavy metal. O termo heavy metal tradicional é referente a sonoridade do primeiro estilo de metal dos anos 70 e início dos anos 80 fortemente influenciado pelo hard rock e raízes do blues.

## Figuras-chave e bandas importantes do gênero
As referências comprovam a notabilidade das seguinte bandas no gênero:
- Accept [8]
- Armored Saint[9]
- Black Sabbath[10][11]
- Bruce Dickinson[12]
- Danzig[13]
- Diamond Head[14]
- Dio[10][15]
- Grave Digger[16]
- Grim Reaper[17][18]
- Iron Maiden[19]
- Judas Priest[19]
- King Diamond[20]
- Manowar[21]
- Mercyful Fate[22]
- Motörhead[23]
- Ozzy Osbourne[24]
- Queensrÿche[19][25]
- Raven[26]
- Running Wild[27]
- Saxon[19][28]
- Tank[29]
- U.D.O.[30]
- W.A.S.P.[31]
- Warlock[32]

Outras bandas notáveis frequentemente rotuladas como heavy metal
As bandas seguintes são normalmente classificadas como hard rock ou glam metal, mas às vezes alguns autores as classificam como  metal tradicional.
- AC/DC[33][34]
- Aerosmith[35]
- Alice Cooper[35]
- Blue Cheer[36]
- Blue Öyster Cult[36]
- Budgie[37]
- Deep Purple[10][36][38][39]
- Def Leppard[40][10]
- Kiss[35]
- Led Zeppelin[10]
- Mötley Crüe[23]
- Quiet Riot[35]
- Rainbow[41]
- Scorpions[19]
- Skid Row[42]
- Trust[43]
- UFO [44]
- Van Halen[10][35][45]